# Municipio de Foldahl
El municipio de Foldahl (en inglés: Foldahl Township) es un municipio ubicado en el condado de Marshall en el estado estadounidense de Minnesota. En el año 2010 tenía una población de 62 habitantes y una densidad poblacional de 0,66 personas por km².

## Geografía
El municipio de Foldahl se encuentra ubicado en las coordenadas 48°19′34″N 96°33′57″O / 48.32611, -96.56583. Según la Oficina del Censo de los Estados Unidos, el municipio tiene una superficie total de 93.98 km², de la cual 93,98 km² corresponden a tierra firme y (0 %) 0 km² es agua.

## Demografía
Según el censo de 2010, había 62 personas residiendo en el municipio de Foldahl. La densidad de población era de 0,66 hab./km². De los 62 habitantes, el municipio de Foldahl estaba compuesto por el 100 % blancos. Del total de la población el 0 % eran hispanos o latinos de cualquier raza.